# غاري ليدل
غاري ليدل (بالإنجليزية: Gary Liddell)‏ هو لاعب كرة قدم بريطاني في مركز الهجوم، ولد في 27 أغسطس 1954 في Bannockburn ‏ في المملكة المتحدة، وتوفي في 1 مايو 2015 في فلكرك في المملكة المتحدة. لعب مع غريمسبي تاون وليدز يونايتد ونادي دونكاستر روفرز وهارت أوف ميدلوثيان.